# قلعة سانت فيليبس

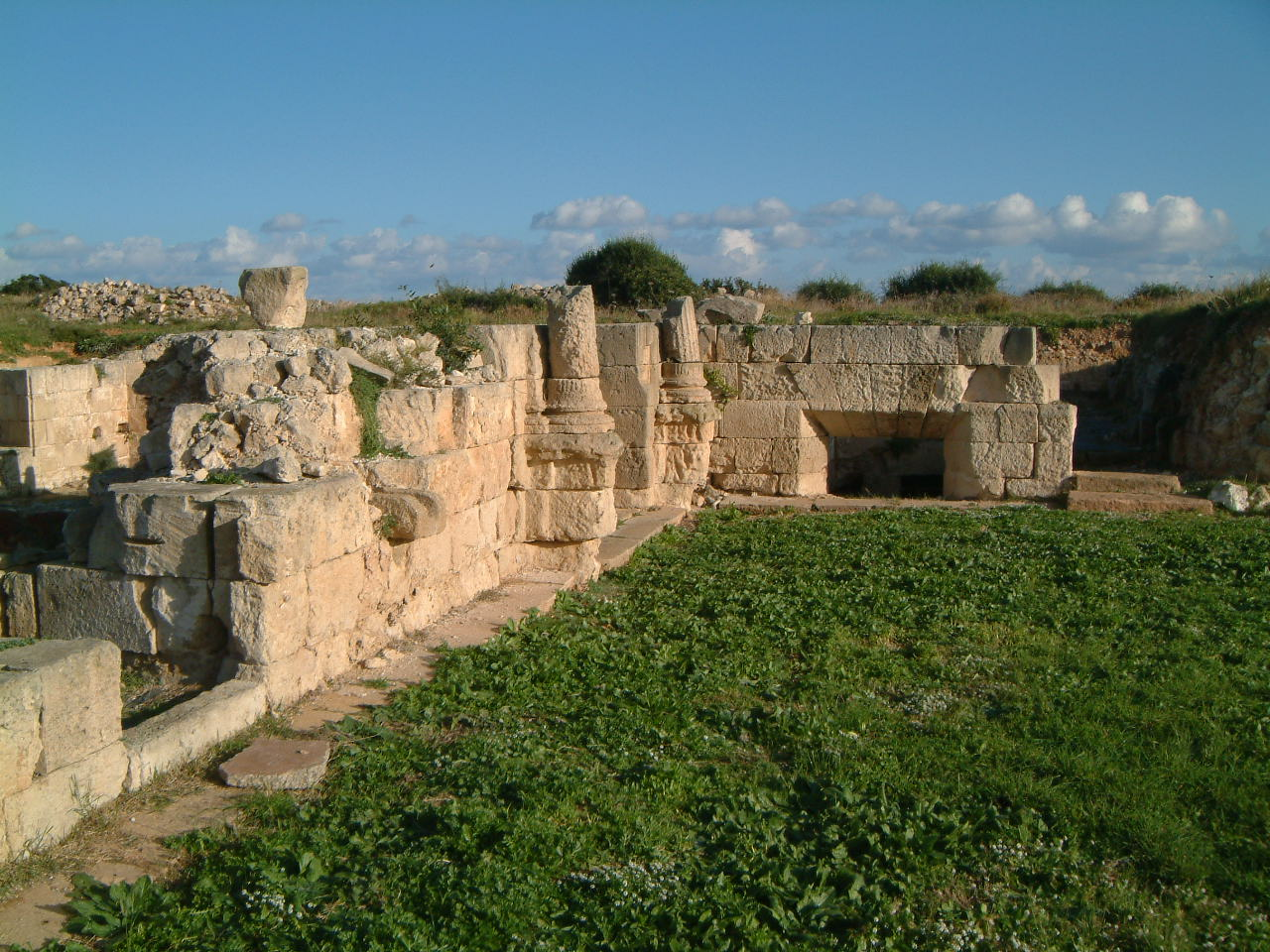

كانت قلعة سانت فيليب (بالإنجليزية: St. Philip's Castle)‏ قلعة تحرس مدخل ميناء ماهون. تقع في بلدية فياكارلوس في جزيرة منورقة.